# Коулман, Марисса
Марисса Коулман (англ. Marissa Coleman; род. 4 января 1987 года, Портленд, штат Орегон, США) — американская профессиональная баскетболистка, выступала в женской национальной баскетбольной ассоциации. Была выбрана на драфте ВНБА 2009 года в первом раунде под вторым номером клубом «Вашингтон Мистикс». Играет на позиции лёгкого форварда и атакующего защитника. В настоящее время защищает цвета французского клуба «Бурж Баскет».

## Ранние годы
Марисса родилась 4 января 1987 года в городе Портленд (штат Орегон) в семье Тони и Джони Коулман, у неё есть брат, Энтони, и сестра, Тоня, а училась она в колледже Сент-Джонс, который находится в городе Вашингтон (округ Колумбия), где выступала за местную баскетбольную команду.